# Svenska mästerskapen i friidrott 2001
Svenska mästerskapen i friidrott 2001 var uppdelat enligt nedan.  
| Evenemang   | Datum              | Arena/plats                              | Ort        | Arrangörsklubb(ar)                       |
| ----------- | ------------------ | ---------------------------------------- | ---------- | ---------------------------------------- |
| Terräng     | 29 april           | Motionsspår vid Västra Mark              | Karlskrona | KA 2 IF                                  |
| Maraton     | 9 juni             | Start Lidingövägen Mål Stadion           | Stockholm  | Hässelby SK, Spårvägens FK               |
| Stafett     | 9 – 10 juni        | Lugnets IP                               | Falun      | Falu IK                                  |
| Lag         | 16 augusti         | Källbrinks IP                            | Huddinge   | Huddinge AIS                             |
| Stora SM    | 24 – 26 augusti    | Värendsvallen                            | Växjö      | IFK Växjö                                |
| Mångkamp    | 8 till 9 september | Finnvedsvallen                           | Värnamo    | Wärnamo SK                               |
| Halvmaraton | 16 september       | Start på Strömbron Mål i Kungsträdgården | Stockholm  | Hässelby SK, Spårvägens FK, Turebergs FK |

Tävlingen var det 106:e svenska mästerskapet.
Detta år infördes grenen 3 000 meter hinder även för damer.

## Medaljörer, resultat

### Herrar
| Gren                     | Guld                        | Guld                                                             | Guld     | Silver              | Silver                                                               | Silver   | Brons             | Brons                                                                  | Brons    |
| 100 meter                | Mikael Ahl                  | Ullevi FK                                                        | 10,49    | Johan Engberg       | IF Göta                                                              | 10,49    | Erik Wahn         | IFK Helsingborg                                                        | 10,50    |
| 200 meter                | Johan Wissman               | IFK Helsingborg                                                  | 20,81    | Erik Wahn           | IFK Helsingborg                                                      | 20,92    | Johan Engberg     | IF Göta                                                                | 20,95    |
| 400 meter                | Jimisola Laursen            | Malmö AI                                                         | 46,63    | Magnus Aare         | FI Danderyd Athletics                                                | 47,51    | Thomas Nikitin    | Spårvägens FK                                                          | 48,15    |
| 800 meter                | Rickard Pell                | Hammarby IF                                                      | 1:47,49  | Rizak Dirshe        | Malmö AI                                                             | 1:48,18  | Mattias Norling   | Turebergs FK                                                           | 1:48,70  |
| 1 500 meter              | Rickard Pell                | Hammarby IF                                                      | 3:47,48  | Mattias Norling     | Turebergs FK                                                         | 3:47,48  | Jörgen Zaki       | Malmö AI                                                               | 3:48,42  |
| 5 000 meter              | Henrik Skoog                | Spårvägens FK                                                    | 14:16,47 | Kent Claesson       | Skillingaryds FK                                                     | 14:27,08 | Stefan Ljungström | IF Göta                                                                | 14:28,40 |
| 10 000 meter             | Claes Nyberg                | IF Göta                                                          | 29:03,94 | Mustafa Mohamed     | Hälle IF                                                             | 29:08,47 | Alfred Shemweta   | Flemingsbergs SK                                                       | 29:41,77 |
| Halvmaraton              | Alfred Shemweta             | Flemingsbergs SK                                                 | 1:04:29  | Erik Sjöqvist       | Enhörna IF                                                           | 1:05:10  | Mustafa Mohamed   | Hälle IF                                                               | 1:05:17  |
| Maraton                  | Anders Szalkai              | Spårvägens FK                                                    | 2:18:17  | Alfred Shemweta     | Hässelby SK                                                          | 2:19:31  | Jonas Larm        | Hässelby SK                                                            | 2:25:00  |
| 4 km terräng             | Claes Nyberg                | IF Göta                                                          | 11:44    | Mustafa Mohamed     | Hälle IF                                                             | 11:51    | Simon Gutierrez   | Hässelby SK                                                            | 11:59    |
| 12 km terräng            | Mattias Persson             | Spårvägens FK                                                    | 37:40    | Simon Gutierrez     | Hässelby SK                                                          | 38:15    | Bjarne Thysell    | Ärla IF                                                                | 38:28    |
| 4 km terräng lagtävling  | IF Göta                     | Claes Nyberg, Stefan Ljungström, Per Jacobsen                    | 36:13    | Hälle IF            | Mustafa Mohamed, Joakim Johansson, Ahmed Mohamed                     | 36:29    | Rånäs 4H          | Niklas Österberg, Håkan Jansson, Pontus Österberg                      | 38:22    |
| 12 km terräng lagtävling | Spårvägens FK               | Mattias Persson, Anders Szalkai, Andreas Carlborg                | 1:55:59  | Hälle IF            | Lars Johansson, Erik Framme, Christian Karlsson                      | 1:57:22  | Hässelby SK       | Simon Gutierrez, Andreas Ahl, Jonas Larm                               | 1:57:31  |
| 110 meter häck           | Robert Kronberg             | IF Kville                                                        | 13,45    | Philip Nossmy       | Malmö AI                                                             | 13,65    | Henrik Värendh    | Spårvägens FK                                                          | 14,20    |
| 400 meter häck           | Mikael Jakobsson            | KFUM Örebro                                                      | 49,94    | Magnus Aare         | FI Danderyd Athletics                                                | 50,87    | Peter Andersson   | Täby IS                                                                | 51,08    |
| 3 000 meter hinder       | Henrik Skoog                | Spårvägens FK                                                    | 8:39,35  | Per Jacobsen        | IF Göta                                                              | 8:46,35  | Erik Emilsson     | Malmö AI                                                               | 8:47,08  |
| 4 x 100 meter            | Malmö AI                    | Patrik Lövgren, Matias Ghansah, Philip Nossmy, Daniel Persson    | 40,60    | Ullevi FK           | Rafael Askros, Peter Ahl, Mikael Ahl, Daniel Nunez                   | 40,90    | Huddinge AIS      | Lion Martinez, Fotios Makrostergios, Magnus Norberg, Anders Boyacioglu | 41,41    |
| 4 x 400 meter            | Malmö AI                    | Niklas Fernström, Jörgen Zaki, Rizak Dirshe, Jimisola Laursen    | 3:13,24  | Hammarby IF         | Stefan Danielsson, Albin Johansson, Johan Wihlskog, Fredrik Karlsson | 3:18,13  | Turebergs FK      | Thomas Byrberg, Fredrik Kjellberg, Marcus Ståhlberg, John Laselle      | 3:21,24  |
| 4 x 800 meter            | Malmö AI                    | Jonas Alfredsson, Erik Emilsson, Jörgen Zaki, Rizak Dirshe       | 7:32,94  | Hammarby IF         | Albin Johansson, Daniel Norberg, Johan Klinteskog, Rickard Pell      | 7:33,32  | Turebergs FK      | Mattias Norling, Marcus Ståhlberg, Thomas Byrberg, Fredrik Kjellberg   | 7:36,12  |
| 4 x 1 500 meter          | Spårvägens FK               | Gustav Svedbrant, Henrik Skoog, Johnny Jönsson, Patrik Johansson | 15:27,61 | Turebergs FK        | Fredrik Kjellberg, John Laselle, Marcus Ståhlberg, Mattias Norling   | 15:49,99 | Rånäs 4H          | Pontus Österberg, Niklas Österberg, Björn Ahlepil, Håkan Jansson       | 16:35,00 |
| Höjdhopp                 | Stefan Holm                 | Kils AIK                                                         | 2,29     | Staffan Strand      | Hässelby SK                                                          | 2,25     | Christian Olsson  | Örgryte IS                                                             | 2,21     |
| Stavhopp                 | Patrik Kristiansson (Klüft) | KA 2 IF                                                          | 5,64     | Martin Eriksson     | Hässelby SK                                                          | 5,59     | Alhaji Jeng       | Örgryte IS                                                             | 5,49     |
| Längdhopp                | Mattias Sunneborn           | IFK Lidingö                                                      | 7,75     | Daniel Arnsten      | Trångsvikens IF                                                      | 7,45     | Linus Malmborg    | IF Göta                                                                | 7,44     |
| Tresteg                  | Christian Olsson            | Örgryte IS                                                       | 17,10    | Anton Andersson     | IFK Halmstad                                                         | 15,92    | Elvir Rakovic     | Ullevi FK                                                              | 15,54    |
| Kula                     | Jimmy Nordin                | Malmö AI                                                         | 19,33    | Kristian Pettersson | IFK Helsingborg                                                      | 18,56    | Manuel Brändeborn | Råby-Rekarne FI                                                        | 18,51    |
| Diskus                   | Kristian Pettersson         | IFK Helsingborg                                                  | 56,16    | Niklas Arrhenius    | Spårvägens FK                                                        | 56,12    | Mattias Borrman   | Västerås FK                                                            | 55,50    |
| Slägga                   | Bengt Johansson             | Västerås FK                                                      | 71,34    | Per Karlsson        | IFK Växjö                                                            | 69,92    | Tomas Sjösröm     | Ullevi FK                                                              | 66,62    |
| Spjut                    | Daniel Ragnvaldsson         | IFK Strömsund                                                    | 77,34    | Mattias Eriksson    | Vännäs FI                                                            | 73,80    | Mikael Snällfot   | Nedre Sopporo IK                                                       | 71,43    |
| Tiokamp                  | Patrik Melin                | Gefle IF                                                         | 7 137    | Oscar Janson        | Ullevi FK                                                            | 6 940    | Niklas Kleebinder | Hammarby IF                                                            | 6 842    |
| Lagtävling               | Ullevi FK                   | -                                                                | 71,5     | IF Göta             | -                                                                    | 69       | Spårvägens FK     | -                                                                      | 64       |

### Damer
| Gren                    | Guld                      | Guld                                                                           | Guld     | Silver                    | Silver                                                                | Silver   | Brons                    | Brons                                                                | Brons    |
| 100 meter               | Annika Amundin            | Ullevi FK                                                                      | 11,54    | Emmelie Barenfeld         | Glanshammars IF                                                       | 11,74    | Emma Rienas              | IF Göta                                                              | 11,91    |
| 200 meter               | Annika Amundin            | Ullevi FK                                                                      | 23,68    | Lena Udd (Aruhn)          | SoIK Hellas                                                           | 23,81    | Emmelie Barenfeld        | Glanshammars IF                                                      | 23,98    |
| 400 meter               | Nadja Petersen            | Huddinge AIS                                                                   | 54,20    | Beatrice Dahlgren         | Mölndals AIK                                                          | 54,63    | Kristina Blomstrand      | Norrköpings FK                                                       | 54,77    |
| 800 meter               | Camilla Nyquist           | IK Ymer                                                                        | 2:05,92  | Linda Olsson              | Täby IS                                                               | 2:06,40  | Therese Ahlepil          | Rånäs 4H                                                             | 2:06,72  |
| 1 500 meter             | Lena Nilsson              | Täby IS                                                                        | 4:24,63  | Hanna Karlsson            | Malmö AI                                                              | 4:26,80  | Kristin Ahlepil          | Rånäs 4H                                                             | 4:27,66  |
| 5 000 meter             | Malin Öhrn                | IFK Växjö                                                                      | 16:29,69 | Ulrica Orre               | Hässelby SK                                                           | 17:19,03 | Anette Eriksson          | IF Göta                                                              | 17:21,55 |
| 10 000 meter            | Marie Söderström-Lundberg | Hässelby SK                                                                    | 34:19,07 | Mia Larsson               | IFK Lund                                                              | 35:05,93 | Jenny Widarsson          | Mullsjö SOK                                                          | 35:07,02 |
| Halvmaraton             | Lena Gavelin              | BIF Jamtrennarna                                                               | 1:13:09  | Malin Öhrn                | IFK Växjö                                                             | 1:15:28  | Susanne Johansson        | Hässelby SK                                                          | 1:16:52  |
| Maraton                 | Marie Söderström-Lundberg | Hässelby SK                                                                    | 2:31:28  | Lena Gavelin              | BIF Jamtrennarna                                                      | 2:35:04  | Susanne Johansson        | Hässelby SK                                                          | 2:43:45  |
| 4 km terräng            | Hanna Karlsson            | Malmö AI                                                                       | 13:57    | Marie Söderström-Lundberg | Hässelby SK                                                           | 13:59    | Malin Öhrn               | IFK Växjö                                                            | 14:02    |
| 8 km terräng            | Marie Söderström-Lundberg | Hässelby SK                                                                    | 28:33    | Catarina Asph             | IFK Mora                                                              | 29:24    | Mia Larsson              | IFK Lund                                                             | 29:32    |
| 4 km terräng lagtävling | Rånäs 4H                  | Ulrika Johansson, Kristin Ahlepil, Anna Lindh                                  | 44:18    | Hässelby SK               | Marie Söderström-Lundberg, Susanne Johansson, Gunnel Rundström-Schütz | 44:35    | Spårvägens FK            | Heléne Willix, Rebecca Ringström-Larsson, Johanna Forsberg           | 46:38    |
| 8 km terräng lagtävling | Hässelby SK               | Marie Söderström-Lundberg, Camilla Benjaminsson, Susanne Johansson             | 1:29:51  | IFK Mora                  | Catarina Asph, Annica Wenngren, Elisabeth Engström                    | 1:31:07  | Rånäs 4H                 | Cecilia Erling, Anna Lindh, Camilla Thuné                            | 1:35:33  |
| 100 meter häck          | Anna Pettersson           | IK Ymer                                                                        | 13,66    | Malin Eriksson            | Hammerdals IF                                                         | 13,79    | Agneta Rorsenblad        | IFK Lidingö                                                          | 13,84    |
| 400 meter häck          | Erica Mårtensson          | IFK Växjö                                                                      | 57,54    | Nadja Petersen            | Huddinge AIS                                                          | 57,99    | Lena Melin               | Ullevi FK                                                            | 58,67    |
| 3 000 meter hinder      | Isabell Ahlström          | Rånäs 4H                                                                       | 10:34,49 | Christin Johansson        | IF Kville                                                             | 10:45,55 | Anna Stenbäck            | Norrköpings FK                                                       | 11:38,57 |
| 4 x 100 meter           | Ullevi FK                 | Linda Storkull, Annika Amundin, Lena Berntsson, Lena Melin                     | 45,72    | Falu IK                   | Lena Wendel, Jenny Kallur, Susanna Kallur, Therese Hammarlund         | 46,17    | Malmö AI                 | Karin Jönsson, Linda Hansson, Ellinor Stuhrmann, Petronella Dahlerus | 46,64    |
| 4 x 400 meter           | Täby IS                   | Monica Lundgren, Victoria Gunnarsson, Helene Nordquist (Bourdin), Linda Olsson | 3:40,58  | Malmö AI                  | Pernilla Tornemark, Linda Hansson, Ellinor Stuhrmann, Hanna Karlsson  | 3:47,84  | Ullevi FK                | Paulina Orell, Lena Berntsson, Malin Norman, Lena Melin              | 3:49,88  |
| 4 x 800 meter           | Rånäs 4H                  | Isabell Ahlström, Therese Ahlepil, Ulrika Johansson, Kristin Ahlepil           | 8:56,99  | Falu IK                   | Jenny Sjöström, Petra Kindlund, Jenny Isberg, Ingela Larsson          | 9:39,27  | -                        | -                                                                    | -        |
| 3 x 1 500 meter         | Rånäs 4H                  | Isabell Ahlström, Catarina Sundelin, Kristin Ahlepil                           | 13:44,10 | Sundsvalls FI             | Ida Nilsson, Stina Thunman, Sarah Wiker                               | 14:46,66 | Hässelby SK              | Gunnel Rundström-Schütz, Helena Sundh, Ulrica Orre                   | 15:10,89 |
| Höjdhopp                | Kajsa Bergqvist           | Turebergs FK                                                                   | 1,96     | Angelica Johansson        | Hälle IF                                                              | 1,84     | Jenny Isgren             | Spårvägens FK                                                        | 1,76     |
| Stavhopp                | Kirsten Belin             | Kvarnsvedens GoIF                                                              | 4,22     | Hanna-Mia Persson         | Kalmar SK                                                             | 4,12     | Linda Persson (Berglund) | IFK Växjö                                                            | 3,92     |
| Längdhopp               | Carolina Klüft            | IFK Växjö                                                                      | 6,30     | Lina Quick                | Gefle IF                                                              | 6,04     | Agneta Rosenblad         | IFK Lidingö                                                          | 5,87     |
| Tresteg                 | Camilla Johansson         | IFK Växjö                                                                      | 13,77    | Sara Brankell             | Mölndals AIK                                                          | 12,89    | Laine Rothla             | Örgryte IS                                                           | 12,63    |
| Kula                    | Linda-Marie Mårtensson    | Hässelby SK                                                                    | 16,62    | Helena Engman             | Riviera FI                                                            | 16,08    | Linda Nestorsson         | Ullevi FK                                                            | 15,95    |
| Diskus                  | Anna Söderberg            | Ullevi FK                                                                      | 59,06    | Annika Larsson            | Gefle IF                                                              | 55,43    | Linda Nestorsson         | Ullevi FK                                                            | 50,47    |
| Slägga                  | Cecilia Nilsson           | IK Ymer                                                                        | 62,56    | Catarina Andersson        | IK Pallas                                                             | 54,12    | Helena Engman            | Riviera FI                                                           | 52,57    |
| Spjut                   | Annika Petersson          | Edsbyns IF                                                                     | 55,23    | Katarina Eklöf            | Huddinge AIS                                                          | 51,31    | Isabel Savic             | IF Göta                                                              | 50,09    |
| Sjukamp                 | Carolina Klüft            | IFK Växjö                                                                      | 5 521    | Malin Svensson            | IFK Helsingborg                                                       | 5 021    | Alice Bergström          | Råby-Rekarne FI                                                      | 4 683    |
| Lagtävling              | IFK Växjö                 | -                                                                              | 70       | Ullevi FK                 | -                                                                     | 66       | Hässelby SK              | -                                                                    | 65       |

### Fotnoter
1. ↑  Wiger 2006, s. 31.
2. ↑  Wiger 2006, s. 36.
3. ↑  Wiger 2006, s. 41.
4. ↑  Wiger 2006, s. 45.
5. ↑  Wiger 2006, s. 49.
6. ↑  Wiger 2006, s. 53.
7. ↑  Wiger 2006, s. 57.
8. ↑  Wiger 2006, s. 61.
9. ↑  Wiger 2006, s. 70.
10. ↑  Wiger 2006, s. 75.
11. ↑  Wiger 2006, s. 77.
12. ↑  Wiger 2006, s. 88.
13. ↑  Wiger 2006, s. 81.
14. ↑  Wiger 2006, s. 91.
15. ↑  Wiger 2006, s. 95.
16. ↑  Wiger 2006, s. 99.
17. ↑  Wiger 2006, s. 67.
18. ↑  Wiger 2006, s. 154.
19. ↑  Wiger 2006, s. 160.
20. ↑  Wiger 2006, s. 164.
21. ↑  Wiger 2006, s. 171.
22. ↑  Wiger 2006, s. 103.
23. ↑  Wiger 2006, s. 107.
24. ↑  Wiger 2006, s. 111.
25. ↑  Wiger 2006, s. 115.
26. ↑  Wiger 2006, s. 125.
27. ↑  Wiger 2006, s. 129.
28. ↑  Wiger 2006, s. 133.
29. ↑  Wiger 2006, s. 137.
30. ↑  Wiger 2006, s. 145.
31. ↑  Wiger 2006, s. 173.
32. ↑  Wiger 2006, s. 181.
33. ↑  Wiger 2006, s. 184.
34. ↑  Wiger 2006, s. 187.
35. ↑  Wiger 2006, s. 190.
36. ↑  Wiger 2006, s. 193.
37. ↑  Wiger 2006, s. 196.
38. ↑  Wiger 2006, s. 196.
39. ↑  Wiger 2006, s. 199.
40. ↑  Wiger 2006, s. 199.
41. ↑  Wiger 2006, s. 202.
42. ↑  Wiger 2006, s. 206.
43. ↑  Wiger 2006, s. 204.
44. ↑  Wiger 2006, s. 207.
45. ↑  Wiger 2006, s. 212.
46. ↑  Wiger 2006, s. 214.
47. ↑  Wiger 2006, s. 196.
48. ↑  Wiger 2006, s. 246.
49. ↑  Wiger 2006, s. 251.
50. ↑  Wiger 2006, s. 255.
51. ↑  Wiger 2006, s. 256.
52. ↑  Wiger 2006, s. 219.
53. ↑  Wiger 2006, s. 220.
54. ↑  Wiger 2006, s. 222.
55. ↑  Wiger 2006, s. 225.
56. ↑  Wiger 2006, s. 227.
57. ↑  Wiger 2006, s. 230.
58. ↑  Wiger 2006, s. 232.
59. ↑  Wiger 2006, s. 234.
60. ↑  Wiger 2006, s. 239.
61. ↑  Wiger 2006, s. 258.